# Fulvio Ventura
Fulvio Ventura (Torino, 13 gennaio 1941 – Ghiffa, 7 marzo 2020) è stato un fotografo italiano, noto per la sua fotografia concettuale e paesaggistica.

## Biografia
Durante gli anni degli studi universitari, prima in medicina a Torino e poi in filosofia a Milano, si appassionò alla musica jazz e alla fotografia, scoperta grazie al libro My Camera on Point Lobos di Edward Weston. Questa scoperta influenzò profondamente il suo percorso artistico, portandolo a lavorare come assistente del fotografo Ugo Mulas e come photo editor.
Dopo un primo interesse per il fotoreportage, si avvicinò alla fotografia concettuale e alla rappresentazione del paesaggio, condividendo questa visione con altri grandi fotografi italiani come Luigi Ghirri e Gabriele Basilico. Fu tra gli autori coinvolti nel progetto Viaggio in Italia, curato da Ghirri nel 1984, un’opera collettiva che segnò un momento fondamentale nella ridefinizione della fotografia di paesaggio in Italia, proponendo una nuova visione del territorio lontana dagli stereotipi della fotografia turistica o documentaria.
Nel 1975 avviò il progetto Sagacity, Sunstar and Salamandra, ispirato a un’iscrizione trovata in una vetrina. Questo lavoro, caratterizzato da un forte simbolismo e da riferimenti esoterici e mitologici, fu portato avanti per oltre quattro decenni e pubblicato solo nel 2020. Le sue opere furono esposte in prestigiose manifestazioni artistiche, tra cui la Biennale di Venezia e il festival Les Rencontres d’Arles, e trovano spazio in importanti collezioni pubbliche e private. Il suo stile, si distingue per un approccio poetico alla fotografia del paesaggio, in cui l’immagine diventa uno strumento di ricerca e interpretazione della realtà.
Fulvio Ventura è scomparso nel 2020 nella sua casa di Ghiffa, sul Lago Maggiore.

## Mostre (parziale)
- Fulvio Ventura, mostra personale, Galleria il Diaframma, Milano, 1975
- Première Triennale Internationale de la Photographie, mostra collettiva, Fribourg, 1975
- Steirischer Herbst, ‘Autunno stiriano’, mostra collettiva, Kunsthaus, Graz, 1976
- Fulvio Ventura, mostra personale, Galleria Documenta, Torino, 1976
- Provence, ‘Provenza’, mostra personale, Rencontres de Photographie, Arles, 1978
- Iconicittà/1 - Una visione sul reale, mostra collettiva, Ferrara, 1979
- Fulvio Ventura, mostra personale, Bibliothèque Nationale, Parigi, 1979
- Paesaggio a nord-ovest - itinerari piemontesi, mostra di Ghirri, Fossati, Barbieri, Ventura, Studio Fossati, Alessandria, 1979
- Le foglie e le erbe, mostra di Fulvio Ventura e Attilio Gigli, Galleria Dryphoto, Prato, 1980
- Salamandra, mostra personale, Galleria Agorà, Torino, 1981
- Il giro del mondo in 80 giorni, mostra di Luigi Ghirri, Roberto Salbitani, Fulvio Ventura, Biblioteca Civica, Reggio Emilia, 1981
- Viaggio in Italia, mostra collettiva, Spazio Immagine Fiera del Levante, Bari, 1984
- Napoli ’85 - Cartoline da Napoli, mostra collettiva, Museo Diego Aragona, Napoli, 1985
- Napoli ’85 - Cartoline da Napoli, mostra collettiva, Istituto nazionale per la grafica/calcografia, Roma, 1986
- Giardini d’Europa, mostra collettiva, Biblioteca Civica, Reggio Emilia, 1988
- Fotografia contemporanea, mostra collettiva, Triennale, Milano, 1988
- Il Secondo Paradiso, mostra collettiva, Mole Antonelliana, Torino, 1992
- Giardini, mostra personale, Galleria Agorà, Torino, 1992
- Archivio dello Spazio, foto del comune di Lainate, Palazzo della Provincia, Milano, 1993
- Muri di Carta. Fotografia e Paesaggio dopo le Avanguardie, mostra collettiva, Biennale, Venezia, 1993
- Archivio dello Spazio, foto del comune di Limbiate, Palazzo della Provincia, Milano, 1994
- Archivio dello Spazio, foto del comune di Ozzero, Palazzo della Provincia, Milano, 1995
- Archivio dello Spazio 1987-’97, mostra collettiva, Palazzo della Provincia, Milano, 1998
- Racconti dal Paesaggio 1984-2004 - A vent’anni da Viaggio in Italia, mostra collettiva, Triennale, Milano, 2004
- Naturale. Grammatica della Natura, mostra collettiva, Villa Ghirlanda, Cinisello Balsamo, 2006
- Atlante italiano 007. Rischio paesaggio, mostra collettiva, Museo nazionale delle arti del XXI° secolo, Roma, 2007
- Fotografia: le Collezioni, mostra collettiva, Museo nazionale delle arti del XXI° secolo, Roma, 2010
- 2004-2014: opere e progetti del Museo di Fotografia Contemporanea, mostra colletiva, MuFoCo, Cinisello Balsamo, 2014
- Blow Up - Fotografia a Napoli 1980-1990, mostra collettiva, Museo Pignatelli, Napoli, 2015
- Guardare al paesaggio, mostra collettiva, Galleria Dryphoto, Prato, 2016
- Un piede nell’Eden, mostra collettiva, Palazzo dei Musei, Reggio Emilia, 2023
- L’Italia è un desiderio, mostra collettiva, Scuderie del Quirinale, Roma, 2023
- Viaggio in Italia, mostra collettiva, Istituto Italiano di Cultura, Parigi, 2024, e Istituto Italiano di Cultura, Londra, 2025

## Pubblicazioni (parziale)
- Fotografia Italiana - numero speciale sul paesaggio, opera collettiva, ed. Galleria Il Diaframma, Milano, 1974
- Prima Triennale Internazionale della Fotografia di Fribourg, opera collettiva, 1975
- 70 Anni di Fotografia in Italia, opera collettiva a cura d’Italo Zannier, ed. Punto e Virgola, 1978
- Iconicittà/1 - Una visione sul reale, opera collettiva a cura di Luigi Ghirri, ed. Punto e Virgola, 1979
- Il giro del mondo in 80 giorni, Luigi Ghirri, Roberto Salbitani, Fulvio Ventura, ed. Teatro Valli, Reggio Emilia, 1981
- Viaggio in Italia, opera collettiva a cura di Luigi Ghirri, Gianni Leone, Enzo Velati, ed. Il Quadrante, 1984
- Napoli ’85 - Cartoline da Napoli, opera collettiva, ed. Electa, 1986
- Paesaggio a nord-ovest, itinerari piemontesi, Luigi Ghirri, Vittore Fossati, Olivo Barbieri, Fulvio Ventura, ed. Il Quadrante, 1986
- Giardini in Europa, opera collettiva a cura di Giulio Bizzarri e Luigi Ghirri, ed. Essegi, 1988
- L’architettura dei giardini d'Occidente, Mosser e Teyssot, opera collettiva, ed. Electa, 1990
- Il Secondo Paradiso, opera collettiva a cura di Daniela Palazzoli, ed. Fabbri, 1992
- Muri di Carta. Fotografia e Paesaggio dopo le Avanguardie, a cura di Quintavalle, Biennale di Venezia, ed. Electa, 1993
- Fotografi Italiani - Diario immaginario di Lanfranco Colombo, ed. Bolis, 1993
- Fin dove può arrivare l’infinito? A Luigi e Paola Ghirri, opera collettiva, ed. Skira, 1998
- Archivio dello Spazio 1987-’97, opera collettiva a cura di Achille Sacconi e Roberta Valtorta, ed. Arti Grafiche Friulane, 1998
- Arles & la photographie - Portrait d’une collection, opera collettiva a cura di Michelle Moutashar, ed. Actes Sud/Musée Réattu, 2002
- Racconti dal Pesaggio 1984-2004, opera collettiva a cura di Roberta Valtorta, Museo di Fotografia Contemporanea, 2004
- Italia 1945-2005. Le grandi fotografie della nostra storia, opera collettiva, ed. Hachette/Contrasto, 2006
- Atlante italiano 007. Rischio paesaggio. Ritratto dell'Italia che cambia, opera collettiva a cura di Francesca Fabiani, ed. Electa, 2007
- Il museo, le collezioni #2, Museo di Fotografia Contemporanea, opera collettiva, ed. SilvanaEditoriale, 2009
- Fotografia - le Collezioni, Museo Arte XXI° secolo, Architettura, ed. Electa/MAXXI, 2010
- 2004-2014: opere e progetti del Museo di Fotografia Contemporanea, opera collettiva, ed. SilvanaEditoriale, 2014
- Fulvio Ventura’s Sagacity, opera personale, ed. The Ice Plant, 2021
- L’alba dentro l’imbrunire. Una storia illustrata di Franco Battiato, opera collettiva, ed. Rizzoli-Lizard, 2021
- zViaggio in Italia (riedizione anastatica), opera collettiva, ed. Quodlibet, 2024

## Collezioni
- Museo di Fotografia Contemporanea, Accademia Carrara, Bergamo: 146 stampe fotografiche di cui 123 dall’opera collettiva Archivio dello Spazio, visibili sul sito internet del Museo.
- Centro Studi e Archivio della Comunicazione, Parma: 181 stampe fotografiche
- Museo nazionale delle arti del XXI° secolo, Roma: 60 stampe fotografiche di Venezia
- Cabinet des Estampes de la Bibliothèque Nationale (Dipartimento delle stampe della Biblioteca Nazionale), Parigi: 137 stampe fotografiche